# Donnerbruch
Der Donnerbruch ist ein rund 4 ha großes Naturschutzgebiet östlich von Lammersdorf.

## Beschreibung
Das kleine Gebiet ist eine mit Gehölzen durchsetzte kleine Grünfläche, der zentrale Bereich ist eine Brache. Neben der dominierenden Rasenschmiele sind nur noch wenige Feuchtezeiger wie Sumpf-Kratzdistel, Sumpf-Schafgarbe und Sumpf-Hornklee vorhanden. Die Entwässerungsgräben sollten geschlossen werden, um eine bessere Wiedervernässung zu erreichen.

## Schutzzweck
Die Ausweisung als Naturschutzgebiet dient der Erhaltung des Lebensraumes für mehrere nach der Roten Liste in NRW gefährdeten Pflanzen- und Tierarten, die in Moor, Zwergstrauchheide, Borstgrasrasen, Bruchwald, Nass- und Feuchtgrünland leben.